# Provinz Sandia
Die Provinz Sandia gehört zur Verwaltungsregion Puno und liegt im Süden von Peru. Sie besitzt eine Fläche von 11.862 km². Bei der Volkszählung 2017 wurden in der Provinz 50.742 Einwohner gezählt. 10 Jahre zuvor betrug die Einwohnerzahl noch 62.147. Verwaltungssitz ist Sandia.

## Geographische Lage
Die Provinz Sandia liegt im Nordosten der Region Puno. Die Längsausdehnung in SSW-NNO-Richtung beträgt 200 km, die durchschnittliche Breite liegt bei etwa 60 km. Die Provinz erstreckt sich im Süden über einen 65 km langen Abschnitt der Cordillera Carabaya, ein Gebirgszug der peruanischen Ostkordillere. Im zentralen Teil der Provinz liegen die vorandinen Höhenkämme, nördlich davon das vorgelagerte Amazonastiefland. Die Provinz liegt fast vollständig im Einzugsgebiet des Río Madre de Dios. Der Río Inambari entwässert den südlichen Bereich der Provinz, der Río Tambopata fließt quer (von Südosten nach Nordwesten) über den nördlichen Bereich der Provinz. Der Río Heath verläuft entlang der nördlichen Ostgrenze der Provinz. Der Oberlauf des Río Ramis (auch Río Carabaya), ein Zufluss des Titicacasees, verläuft ein kurzes Stück entlang der südlichen Provinzgrenze.
Die Provinz Sandia grenzt im Osten an Bolivien, im Süden an die Provinz San Antonio de Putina, im Westen an die Provinz Carabaya sowie im Norden an die Provinz Tambopata (Region Madre de Dios).

## Verwaltungsgliederung
Die Provinz Sandia besteht aus zehn Distrikten. Der Distrikt Sandia ist Sitz der Provinzverwaltung.
| Distrikt                  | Verwaltungssitz  |
| ------------------------- | ---------------- |
| Alto Inambari             | Massiapo         |
| Cuyocuyo                  | Cuyocuyo         |
| Limbani                   | Limbani          |
| Patambuco                 | Patambuco        |
| Phara                     | Phara            |
| Quiaca                    | Quiaca           |
| San Juan del Oro          | San Juan del Oro |
| San Pedro de Putina Punco | Putina Punco     |
| Sandia                    | Sandia           |
| Yanahuaya                 | Yanahuaya        |